# Diodoro de Tarso
Diodoro de Tarso(em grego:  Διόδωρος; m. ca. 390) foi um bispo cristão, um reformador do monasticismo e um teólogo. Um forte aliado da ortodoxia no Primeiro Concílio de Niceia, Diodoro teve um papel central no Primeiro Concílio de Constantinopla e opôs as políticas anti-cristãs do imperador romano Juliano, o Apóstata. Diodoro fundou um dos mais influentes centros do pensamento cristão da igreja antiga e muitos de seus estudantes se tornaram notáveis teólogos.

## História
Diodoro nasceu em uma família nobre na área de Antioquia. Ele recebeu uma educação filosófica clássica na Escola de Atenas e assim que se formou, entrou para a vida monástica. Durante este período, o trabalho de Diodoro se focou primordialmente em escrever tratados filosóficos e em se opor às tentativas de Juliano de restaurar o paganismo no Império Romano. Quando um ariano chamado Leôncio foi consagrado bispo de Antioquia, Diodoro e seu amigo Flaviano (que posteriormente foi também consagrado bispo de Antioquia) organizaram os fiéis que acreditavam na ortodoxia de Niceia fora das muralhas da cidade para adoração. Estes serviços litúrigicos foram o começo do canto antifonal na Igreja, uma prática que se tornou comum entre os cristãos.
Durante o tempo em que esteve no mosteiro em Antioquia, Diodoro ficou sob a tutela de Melécio, um teólogo contrário às tendências arianas da época e um forte aliado das facções nicenas na Igreja. Em 360, a igreja em Antioquia se partiu em grupos adversários, chegando a ter simultaneamente dois bispos nicenos e outros dois arianos. Melécio era um dos bispos nicenos e foi ele quem ordenou Diodoro um padre. Diodoro, por sua vez, apoiava fortemente não somente a causa de Niceia como também a de Melécio.

## Sacerdócio
Durante o seu sacerdócio, Diodoro fundou um mosteiro, uma escola catequética perto da cidade de Antioquia. Foi através desta escola que Diodoro se tornou o mentor do controverso teólogo e liturgista Teodoro de Mopsuéstia, além do também lendário João Crisóstomo, grande autor de homilias. Em última instância, levada ao extremo, a perspectiva colocada em curso por esta escola de pensamento por Diodoro desembocaria nos ensinamentos de Nestório, que foram pela primeira vez condenados no Primeiro Concílio de Éfeso em 431.
Foi o seu papel como reitor da Escola de Antioquia que levou Diodoro ao exílio em 372. Banido para a Armênia pelo imperador Valente, Diodoro encontrou um companheiro no partido niceno, Basílio de Cesareia, durante o seu exílio. Quando Diodoro retornou do exílio após a morte do imperador em 378, Basílio estava servindo como arcebispo (ou patriarca) de Cesareia e ele apontou Diodoro como bispo de Tarso.

## Episcopado
Como bispo da sé de Tarso, Diodoro continuou a defender o seu entendimento niceno da relação entre o humano e o divino na pessoa de Jesus Cristo (vide homoousia). Ele ativamente se opôs tanto ao arianismo quanto ao apolinarismo (Ário ensinava que Jesus não era totalmente divino e Apolinário de Laodiceia, que ele não era totalmente humano).
Diodoro também representou papéis chave tanto no Concílio de Antioquia de 379 (local) quanto no Primeiro Concílio de Constantinopla de 381 (ecumênico). Quando seu mentor Melécio morreu em 381, Diodoro recomendou seu amigo Flaviano como sucessor, prolongando assim a divisão no patriarcado de Antioquia (cisma meleciano).

## Teologia
A cristologia de Diodoro foi condenada como herética por gerações futuras, explicitamente num Concílio de Constantinopla (local) em 499, que descreveu os pontos de vista de Diodoro como nestorianos. Com certeza, uma visão igualmente negativa de Diodoro tinha Cirilo de Alexandria. Porém, em sua própria época, Diodoro era visto como alguém que apoiava a ortodoxia nicena e, em seu decreto oficial retificando as ações do Primeiro Concílio de Constantinopla, o imperador bizantino Teodósio I descreveu Diodoro como um "campeão da fé"
Os pontos específicos da teologia de Diodoro são difíceis de reconstruir, pois tudo o que restou de suas obras são fragmentos de proveniência incerta. Muito dela foi inferida a partir de afirmações feitas por seus estudantes e pelos herdeiros intelectuais da Escola de Antioquia. Sob o conceito de "Apocatástase", que significa acreditar que todas as pessoas serão eventualmente salvas (mesmo as que estão no inferno). Salomão, bispo de Bassora, claramente pregava a salvação de todos os homens e citava as opiniões tanto do Diodoro quanto de Teodoro de Mopsuéstia para suportar seu ponto de vista. Sobre o castigo divino, Diodoro escreveu:
| “ | Para os maldosos existem punições, não perpétuas, porém, pois senão a imortalidade preparada para eles seria uma desvantagem, mas eles terão que ser purificados por um tempo de acordo com a malícia de suas obras. Eles deverão, portanto, sofrer a punição por um curto espaço de tempo, mas a benção imortal e sem fim os aguarda, as penalidades a serem neles infligidas por seus graves e numerosos pecados são em muito ultrapassadas pela magnitude do perdão que lhes será demonstrado. A ressurreição, portanto, é considerada uma benção não apenas para os bons, mas também para os maus | ” |
|   | — Diodoro de Tarso. |   |

Diodoro acreditava ainda que o perdão divino puniria os iníquos menos do que seus pecados mereceriam, da mesma forma que seu perdão daria aos bons mais do que eles mereceriam. Ele também negava que Deus iria conferir a imortalidade com o objetivo de prolongar ou perpetuar o sofrimento.